# Mary Fallin
Mary Fallin (sinh 9 tháng 12 năm 1954) là thống đốc thứ 27 của tiểu bang Oklahoma, Hoa Kỳ. Bà từng là dân biểu Hạ viện Hoa Kỳ cho bang Oklahoma.
Bà là người phụ nữ thứ hai được bầu vào Hạ viện Hoa Kỳ từ Oklahoma và là người phụ nữ đầu tiên kể từ năm 1921 khi Alice Mary Robertson được bầu vào Hạ viện và tại vị một nhiềm kỳ từ năm 1921 đến 1923.